# Supermarchés Match
Pour les articles homonymes, voir Match.
Supermarchés Match est une enseigne de grande distribution (supermarchés) présente en France.
Les supermarchés de la marque Match sont exploités en France par le groupe Carrefour depuis juillet 2024.

## Histoire
Les premiers magasins Match ont été ouverts en Belgique en 1934. Les Établissements Achille Courthéoux, à Couvin, cèdent leurs magasins libre-service Match au groupe Louis Delhaize en avril 1977.

### France

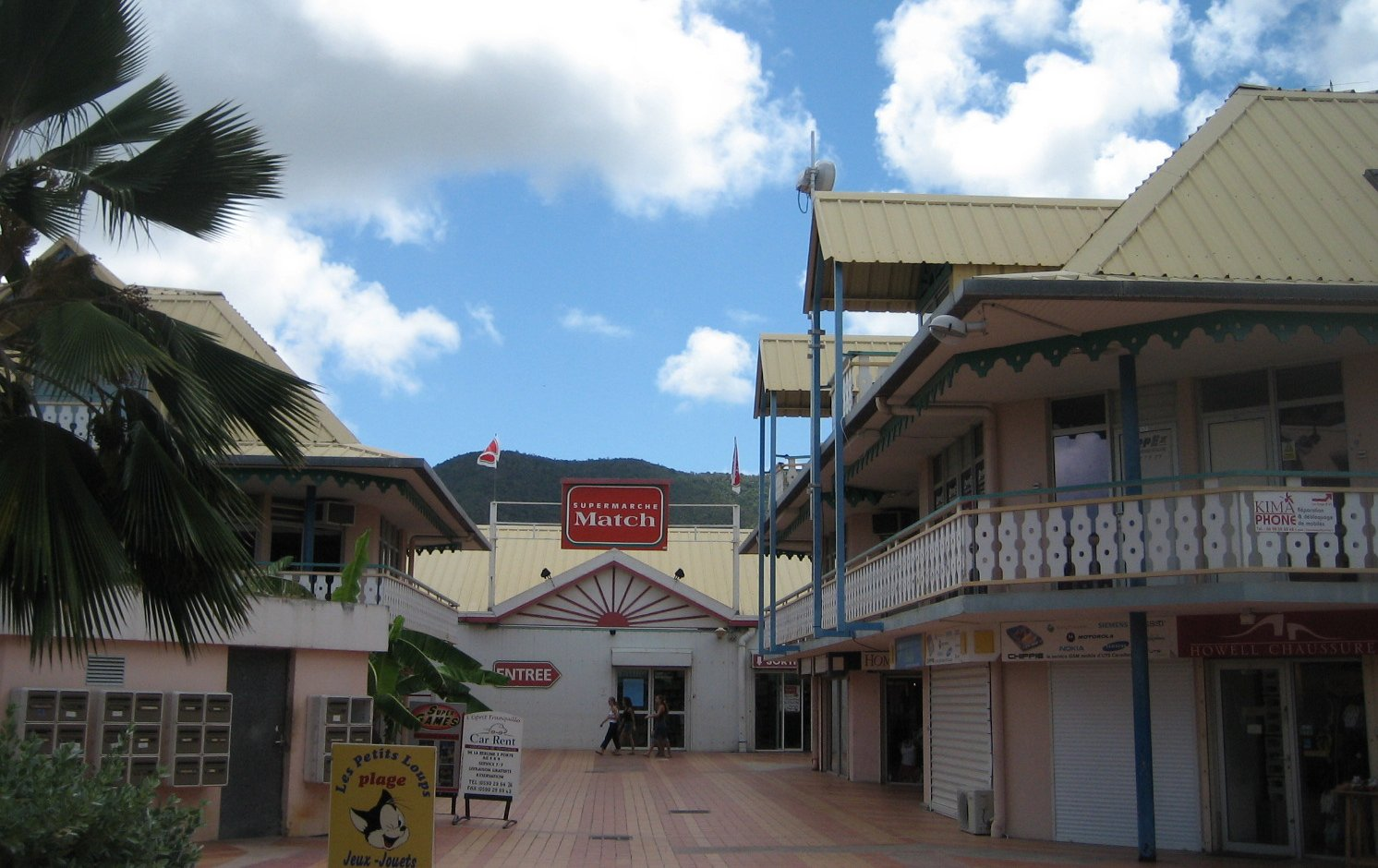
Supermarché Match sur l'île caribéenne de Saint-Martin.

La filiale Match en France a été précédée par la création des trois sociétés Docks du Nord à Lille, Sanal à Nancy et Sadal à Strasbourg par la famille belge Delhaize en 1908. En 1960, le premier supermarché est construit dans le nord de la France. En 1966, la société des Docks du Nord devient Fraismarché Gro et s'agrandit avec le concept de supermarché. La chaîne de supermarchés Match naît en France en 1990, lorsque tous les supermarchés d'Alsace, de Lorraine et du nord-est du pays, qui portaient auparavant des noms différents, ont été regroupés.
L'enseigne comptait deux succursales aux Antilles jusqu'au début 2010. Les sept succursales de Guadeloupe ont été vendues et rebaptisées Super U le 8 janvier 2010. Le 150e supermarché a été ouvert à Beauvais en juin 2012. Onze succursales non rentables, ont été fermées en mai et juin 2015 et le nombre de succursales a diminué à 129 magasins.
Le 1er janvier 2015, Cora et Match, appartenant au Groupe Louis Delhaize, adhèrent à la centrale d'achat de Carrefour, tant pour les contrats alimentaires que non-alimentaires, mais exclut les produits frais et ceux en marques de distributeur.
En 2022, le groupe exploitait 115 magasins dans 14 départements du nord-est du pays, quatre entrepôts avec un bénéfice net de 16,4 millions d'euros.
Le 13 juillet 2023, le Groupe Louis Delhaize annonce la cession de l'ensemble des activités françaises de distribution alimentaire, dont 55 supermarchés Cora et 77 supermarchés Match pour 1,05 milliard d'euros à l'ancien franchiseur Carrefour. Le groupe français finalise cette acquisition ainsi que celle de la centrale d'achats Provera en juillet 2024,.

### Belgique
En 1976, la SA Louis Delhaize possédait 25 supermarchés en Belgique répartis dans les localités suivantes : douze dans le Hainaut, cinq à Namur, quatre dans le Brabant (dont un à Bruxelles et trois dans le Brabant wallon), trois à Liège et un dans le Limbourg. Après le rachat de Match en 1977 au groupe Courthéoux, tous les supermarchés sont rebaptisés Match.
Après son expansion au Luxembourg et en France, une restructuration majeure a eu lieu au niveau de la succursale locale en 1994.
En 2001, Match reprend la gestion des 130 supermarchés discount Profi du groupe. Environ la moitié ont été fermées, les autres étant rebaptisées Smatch petits supermarchés locaux, avec des surfaces de vente moyennes de 400 à 500 mètres carrés. La société qui exploite les supermarchés Smatch a été conservée sous sa dénomination sociale SA Profi.
Le nombre de supermarchés Match et Smatch en Belgique était de 111 en 2019. En raison des pertes enregistrées au fil des années, le Groupe Louis Delhaize a commencé à fermer des magasins. En septembre 2019, la fermeture de 16 magasins a été annoncée, dont sept supermarchés Match et 9 supermarchés Smatch. En 2022, un nouveau concept a été lancé grâce au remodelage et au changement de marque de certains supermarchés sous le nom de Louis Delhaize Open Market. Ceux-ci ont ensuite été rebaptisés Match.
Le 22 septembre 2023, il a été annoncé que 57 des 77 supermarchés belges Match et Smatch seraient vendus à Colruyt Group et que les autres seraient fermés, entraînant la perte de 690 emplois en raison des fermetures.  Les magasins s'appelleront alors CoMarché en Wallonie, et CoMarkt en Flandre.  Certains magasins sont devenus Spar, enseigne appartenant aussi à Colruyt Group.

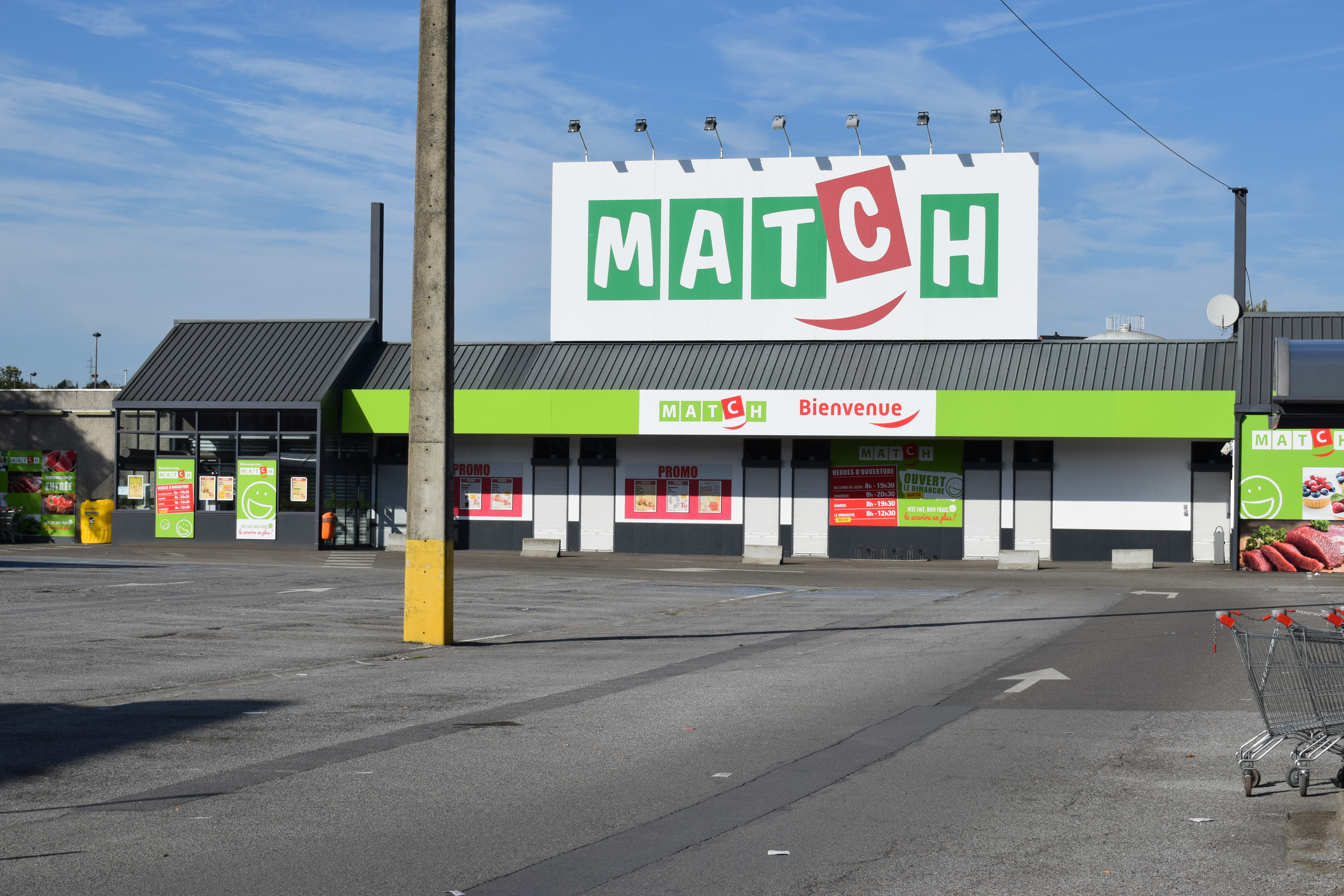
Un supermarché Match à Andenne.
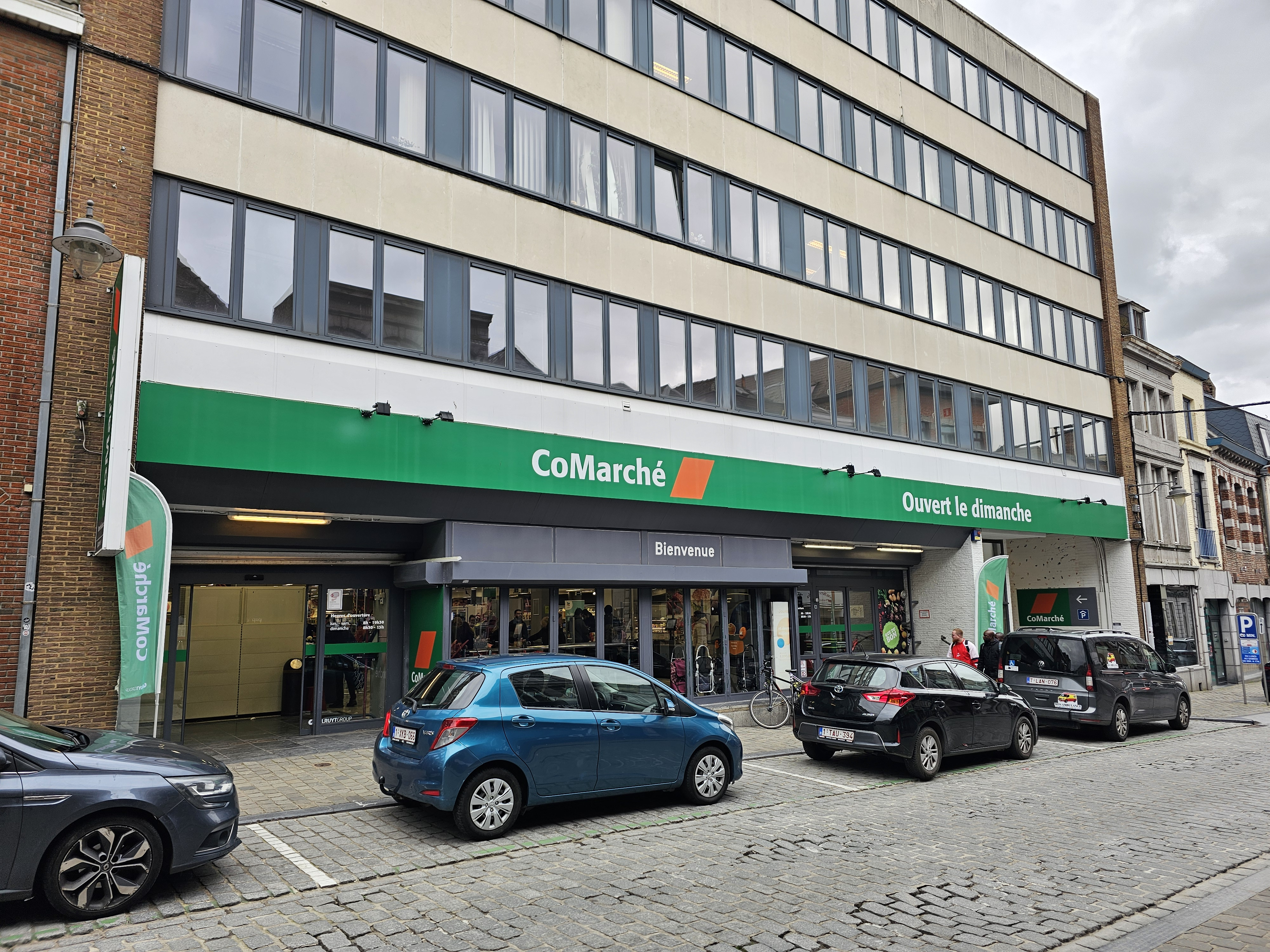
Un ancien Match rebaptisé CoMarché sur le piétonnier de Mons, avril 2024.
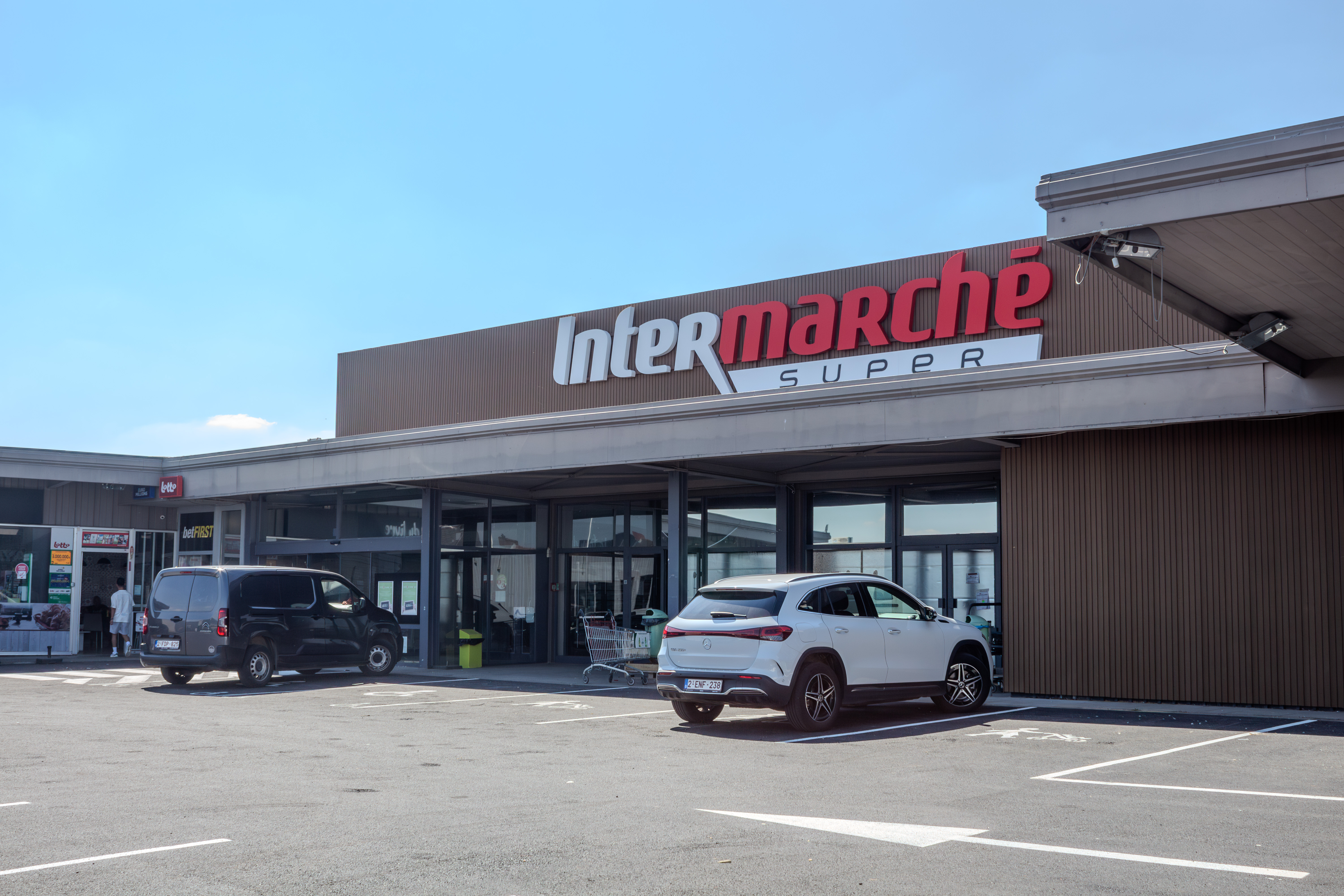
L'ancien Match de Binche rebaptisé Intermarché, juin 2024.

### Luxembourg
Le premier supermarché Match a ouvert ses portes en 1974 dans un centre commercial à Helfent, sur la commune de Bertrange. En 2001, les 14 supermarchés discount Profi restants du groupe ont été repris sous la direction de Match, puis rebaptisés Smatch, qui sont toujours exploités par SA Profilux.
En 2022, Match comptait 753 employés au Luxembourg dans un entrepôt et 25 supermarchés en activité, 12 sous le nom de Match et 13 sous le nom de Smatch.
Fin juillet 2023, le Groupe Louis Delhaize a annoncé la vente de l'ensemble des activités luxembourgeoises du groupe, dont les magasins Cora, Match et Smatch, au distributeur français E.Leclerc, ce qui marque son entrée sur le marché.

### Hongrie

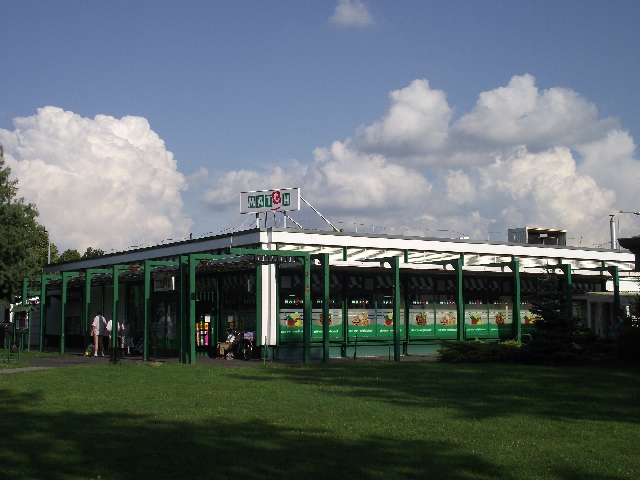
Supermarché Match à Bük, Hongrie.

En 1952, la chaîne de vente au détail Csemege a été fondée en Hongrie, mais en 1991, la société d'État Csemege est rachetée par Julius Meinl. En 1999, le groupe belge Louis Delhaize rachète le groupe Csemege-Julius Meinl. La société est d'abord rebaptisée Csemege Szupermarketek, puis à nouveau Csemege-Match Group.
En 2000, les marques Match et Smatch sont introduites sur le marché de détail hongrois. En 2004, la marque Smatch est rebaptisée Supermarchés Match.
En 2012, les détaillants locaux CBA et Coop ont acheté la plupart des supermarchés Match, qui ont été rebaptisés CBA Supermarkets à Budapest et rebaptisés Coop dans d'autres villes.

## Implantation
Les magasins français sont essentiellement répartis sur deux grandes zones géographiques que sont les régions Grand Est et Hauts-de-France.
Il existait autrefois 16 points de vente dans les départements de l'Outre-mer et le Territoire d'Outre-mer : 3 en Guyane, 7 en Guadeloupe, 4 en Martinique et dans les îles de Saint-Martin (1), dans la Langlade-Miquelon. archipel (1) et anciennement à Saint-Barthélemy (devenu Super U).

### Évolution et Vente du Groupe
Belgique
En 2020, le groupe Louis Delhaize propriétaire de la marque commence un test en transformant un magasin Smatch en vue d'une montée en gamme, la marque Louis Delhaize Open Market est créée a cette occasion. L'enseigne est posée a Ertvelde dans un premier temps, et plus tard à Lendelede. Ce test  est suffisamment concluant pour convaincre le groupe de remplacer les Smatch et Match par la nouvelle enseigne et son concept à l'ensemble du royaume de Belgique. Un projet de grande ampleur qui s'étendra sur plus de 20 ans au rythme d'une dizaine de métamorphoses par an à partir de 2022 ; à terme les marques Match et Smatch disparaissent. Le test a également été réalisé dans les magasins de Braine-Le-Comte (Hainaut) et Gembloux (Namur), également sans succès.
En France juillet 2023, Carrefour annonce le rachat de Cora, des supermarchés Match et de leur centrale d'achat Provera à l'horizon été 2024. Le rachat s'effectue sur la base d'une valeur d'entreprise de Cora de 1,05 milliard d'euros,,,.
Au Luxembourg juillet 2023, c'est le groupe E.Leclerc qui annonce le rachat des magasins de l'enseigne Cora, Match et Smatch. L'ensemble des magasins passera sous pavillon E Leclerc, Les 3 marques enseigne laissent place au nouveau propriétaire.